# Sand... George en mal d'Aurore

Sand... George en mal d'Aurore est un téléfilm français réalisé par Françoise-Renée Jamet et Laurent Marocco et diffusé en 2003.

## Synopsis
Téléfilm biographique de la vie de George Sand de son enfance jusqu'à son adolescence.

## Fiche technique
- Réalisation : Françoise-Renée Jamet et Laurent Marocco
- Scénario : Françoise-Renée Jamet
- Photographie et montage : Laurent Marocco
- Durée : 55 minutes

## Distribution
- Joséphine Serre : Aurore Dupin
- Christophe Vericel : Hypolite
- Roger Rigaudeau : Deschattres
- Chole Thoreu : Aurore (enfant)
- Lambert Wilson : Voix off